# Gewöhnlicher Umber
Der Gewöhnliche Umber, auch Bartumber, Umberfisch oder Schattenfisch (Umbrina cirrosa) ist eine Fischart aus der Familie der Umberfische (Sciaenidae). Sie kommt im östlichen Atlantik von der Biskaya bis Süd-Marokko und möglicherweise auch weiter südlich, im Mittelmeer, im Schwarzen Meer und im Asowschen Meer vor. Die Art wird kommerziell befischt und auch von Sportanglern gefangen. Auf Grund ihres schnellen Wuchses, ihres Wertes als guter Speisefisch und der Möglichkeit, sich in Gefangenschaft fortzupflanzen, gilt sie auch als vielversprechender Kandidat für eine Nutzung in der Aquakultur.

## Merkmale
Gewöhnliche Umber haben einen spindelförmigen Körper, dessen Grundfärbung hellbraun bis olivgrün ist, und der auffällige, diagonal verlaufende goldene Streifen trägt. Sie erreichen eine Länge von bis zu 73 cm und ein Gewicht von maximal 3,1 kg. Die zweite Rückenflosse weist 22 bis 23 Weichstrahlen auf.

## Lebensweise
Gewöhnliche Umber leben in Küstennähe über sandigem oder felsigem Grund in Tiefen bis zu 100 Metern. Die Jungtiere dringen auch in Flussmündungen ein. Als Nahrung dienen hauptsächlich bodenlebende Krustentiere, Würmer und Weichtiere aber auch Wasserpflanzen. Laich wird von März bis August abgelegt. 